# 岡崎英二
岡崎英二（おかざき えいじ、1981年5月29日 - ）は、日本のラグビー選手。

## プロフィール
- 東京都日野市出身。
- ポジションはナンバーエイト(No8)、フランカー(FL)。
- 身長 180cm、体重 89kg

## 略歴
2001年、明大中野八王子高校卒業後、法政大学に入る。なお明大中野八王子高校時代は、花園とは無縁だった。
2005年、法政大学卒業後、釜石シーウェイブスに加入。10シーズンプレイした。なお法政大学在学時代には関東大学ラグビーリーグ戦グループ優勝に貢献した。
2005年11月12日に行われたトップイーストリーグ10第9節の日本航空戦に先発出場で公式戦初出場を果たす。
現在東日本トップクラブリーグの北上矢巾ブレイズラガーに在籍する。